# Jordi Figueras
Jordi Figueras Montel (Lérida, Cataluña, 16 de mayo de 1987) es un exfutbolista español que jugaba como defensa.

## Trayectoria
Se formó en las categorías inferiores de la UE Lleida, con cuyo juvenil logró el ascenso a la División de Honor. Posteriormente, recaló en el Real Madrid "C". En 2008, fue contratado por el R. C. Celta de Vigo para jugar en el segundo equipo. A mitad de la temporada 2008/09, Pepe Murcia, entrenador del primer equipo, lo hizo debutar en Segunda División contra el CD Tenerife. Para la temporada 2009-10 se le asignó plaza en el primer equipo. El 13 de febrero de 2010 se anunció su traspaso al FC Rubin Kazán ruso. El 24 de agosto del mismo año fue cedido al Real Valladolid CF.
En 2011 firmó un contrato con el Rayo Vallecano de Madrid para jugar en Primera División. Tras una primera vuelta en la que se convirtió en el jugador con más minutos del equipo, en enero de 2012 se marchó al Club Brujas por motivos económicos lo que provocó un enfado del técnico José Ramón Sandoval, entrenador del Rayo Vallecano, con su junta directiva.
En diciembre de 2012 se anunció su vuelta al Rayo Vallecano de Madrid por media temporada tras llegar a un acuerdo de cesión con el Club Brujas.
En verano de 2013 se confirma su regreso a la liga española, firmando por el Real Betis por 300 000 € y así satisfacer el deseo de Pepe Mel de tener un 4.º central que llevaba pidiendo desde comienzo del periodo de traspaso para así poder llevar bien las 3 competiciones de este año.
Tras descender con el Real Betis Balompié en la temporada 2013-14, en un terrible año para el equipo, el cual acaba con 25 puntos, decide quedarse en el club para devolverlo a la Liga BBVA a pesar de ser muy cuestionado por la afición. Lo consigue en su primer año, en la temporada 2014-2015. Tras volver a estar en Primera, vuelve a ser muy cuestionado, siendo traspasado en enero de 2016 al Eskişehirspor turco. Al final de temporada se va al Karlsruher SC de la segunda división alemana.
El julio de 2017 se marchó a la India, tras fichar por el Atlético de Kolkata, equipo de la Superliga de India.
El 22 de junio de 2018 volvería a España al firmar por el Real Racing Club de Santander, entonces en la Segunda División B. El 1 de febrero de 2021 el club rescindió el contrato y antes de acabar el mes encontró sitio en la plantilla del Algeciras C. F. Allí estuvo hasta su retirada al finalizar la temporada 2022-23.

## Clubes
| Club                           | País     | Año       | Partidos | Goles |
| ------------------------------ | -------- | --------- | -------- | ----- |
| R. C. Celta de Vigo "B"        | España   | 2008-2009 | 24       | 5     |
| R. C. Celta de Vigo            | España   | 2009-2010 | 32       | 1     |
| F. C. Rubin Kazán              | Rusia    | 2010      | 9        | 0     |
| Real Valladolid C. F. (cesión) | España   | 2010-2011 | 27       | 2     |
| Rayo Vallecano (cesión)        | España   | 2011-2012 | 19       | 0     |
| Club Brujas                    | Bélgica  | 2012      | 47       | 3     |
| Rayo Vallecano (cesión)        | España   | 2013      | 14       | 0     |
| Real Betis Balompié            | España   | 2013-2016 | 84       | 1     |
| Eskişehirspor                  | Turquía  | 2016      | 18       | 0     |
| Karlsruher S. C.               | Alemania | 2016-2017 | 18       | 2     |
| Atlético de Kolkata            | India    | 2017-2018 | 15       | 0     |
| Racing de Santander            | España   | 2018-2021 | 68       | 5     |
| Algeciras C. F.                | España   | 2021-2023 | 55       | 1     |

## Palmarés

### Títulos nacionales
| Título             | Club                | País   | Año  |
| ------------------ | ------------------- | ------ | ---- |
| Supercopa de Rusia | F. C. Rubin Kazán   | Rusia  | 2010 |
| Segunda División   | Real Betis Balompié | España | 2015 |